# Лепи Мића
Мирослав Пржуљ (Сарајево, 26. март 1960), познатији под псеудонимом Лепи Мића, српски је певач из Републике Српске. Учествовао је у ријалити програмима Фарма и Задруга.
Живи у Београду са супругом и ћерком.

## Дискографија
- Рулет среће (1989)
- У овом граду (1990)
- Крвава свадба (1992)
- Православци (1993)
- Жено плаве косе (1996)
- Свака ме зима на тебе сјећа (1998)
- Ој Србијо, мајко моја (2008)
- Процват (2017)

## Ријалити учешћа
- Фарма 5 (2013)
- Фарма 6 (2015)
- Фарма 7 (2016)
- Задруга 1 (2017/18)
- Задруга 2 (2018/19)
- Задруга 3 (2019/20)
- Елита 8 (2024/25)